# Timema genevievae
Timema genevievae är en insektsart som beskrevs av David C.F. Rentz 1978. Timema genevievae ingår i släktet Timema och familjen Timematidae. Inga underarter finns listade i Catalogue of Life.